# Seznam uherských královen
Toto je seznam uherských královen, manželek uherských králů.
Titul se používal po více než tisíc let, od roku 1000 do roku 1918.
Existovaly také dvě vládnoucí královny: Marie Uherská a Marie Terezie.

## Manželky králů zArpádovské dynastie
| Portrét | Jméno           | Dynastie      | Narození – úmrtí       | Sňatek | Královnou od – do | Manžel            |
| ------- | --------------- | ------------- | ---------------------- | ------ | ----------------- | ----------------- |
|         | Gisela Bavorská | Liudolfingové | kolem 985 – kolem 1060 | 995    | 1000–1038         | Štěpán I. Uherský |

## Manželky králů z rodů Orseolo a Aba
| Portrét | Jméno       | Dynastie  | Narození – úmrtí | Sňatek | Královnou od – do | Manžel       |
| ------- | ----------- | --------- | ---------------- | ------ | ----------------- | ------------ |
|         | Tuta?       |           |                  |        | 1038–1041         | Petr Orseolo |
|         | Dcera Gejzy | Arpádovci |                  |        | 1041–1044         | Samuel Aba   |
|         | Tuta?       |           |                  |        | 1044–1046         | Petr Orseolo |

## Manželky králů zArpádovské dynastie
| Portrét | Jméno                | Dynastie                        | Narození – úmrtí          | Sňatek         | Královnou od – do | Manžel              |
| ------- | -------------------- | ------------------------------- | ------------------------- | -------------- | ----------------- | ------------------- |
|         | Anastázie Rurikovna  | Rurikovci                       | 1023–1074/1096            | 1039           | 1047–1060         | Ondřej I. Uherský   |
|         | Ryksa Polská         | Piastovci                       |                           |                | 1061–1063         | Béla I. Uherský     |
|         | Judita Marie Švábská | Sálská dynastie                 | 1047/1054–1093/1095       | 1097           | 1063–1074         | Šalamoun I. Uherský |
|         | Synadene Byzantská   | Dukové                          | † po 1077                 | 1065           | 1074–1077         | Gejza I. Uherský    |
|         | Adléta Švábská       |                                 |                           | 1077           | 1077–1090         | Ladislav I. Uherský |
|         | Felicie Sicilská     | Hautevillové                    | 1078–1102                 | 1097           | 1097–1102         | Koloman             |
|         | Eufémie Kyjevská     | Rurikovci                       | ?–1139                    | 1112           | 1112–1113         | Koloman             |
|         | Kristiana z Capua    |                                 |                           | 1105           | 1116–1121         | Štěpán II. Uherský  |
|         | Adéla z Riedenburku  |                                 |                           | 1121           | 1121–1131         | Štěpán II. Uherský  |
|         | Helena Srbská        |                                 | po 1109 – po 1146         | 1129           | 1131–1141         | Béla II. Uherský    |
|         | Eufrozina Kyjevská   | Rurikovci                       | 1130–1193                 | 1146           | 1146–1162         | Gejza II. Uherský   |
|         | Anežka Babenberská   | Babenberkové                    | 1154–1182                 | 1168           | 1168–1182         | Štěpán III. Uherský |
|         | Anežka de Châtillon  | Châtillon                       | 1154–1184                 | asi 1170       | 1172–1184         | Béla III. Uherský   |
|         | Markéta Francouzská  | Kapetovci                       | 1157–1197                 | asi 1185       | 1185–1196         | Béla III. Uherský   |
|         | Konstancie Aragonská | Barcelonská dynastie            | asi 1182–1222             | 1196           | 1196–1204         | Emerich Uherský     |
|         | Gertruda Meranská    | Andechsové                      | asi 1185–1213             | před r. 1203   | 1205–1213         | Ondřej II. Uherský  |
|         | Jolanta z Courtenay  | Courtenayové                    | asi 1200–1233             | 1215           | 1215–1233         | Ondřej II. Uherský  |
|         | Beatrix d'Este       | Estenští                        | asi 1215–1290             | 1234           | 1270–1245         | Ondřej II. Uherský  |
|         | Marie Laskarina      | Laskarisové                     | asi 1206–1270             | 1218           | 1235–1270         | Béla IV. Uherský    |
|         | Alžběta Kumánská     | Dcera kumánského chána Kuthana. | asi 1240–1290             | asi 1253       | 1270–1272         | Štěpán V. Uherský   |
|         | Isabela z Anjou      | Anjouovci                       | asi 1261 – mezi 1290/1304 | 1272           | 1272–1290         | Ladislav IV. Kumán  |
|         | Fenena Kujavská      | Kujavští Piastovci              | 1276–1295                 | 1290           | 1290–1295         | Ondřej III.         |
|         | Anežka Habsburská    | Habsburkové                     | 1280–1364                 | 13. února 1296 | 1296–1301         | Ondřej III.         |

## Manželky králů zAnjouovské dynastie
| Portrét | Jméno                                 | Dynastie          | Narození – úmrtí | Sňatek            | Královnou od – do | Manžel            |
| ------- | ------------------------------------- | ----------------- | ---------------- | ----------------- | ----------------- | ----------------- |
|         | Marie Bytomská                        | Slezští Piastovci | 1282/84–1317     | 1306              | 1306–1317         | Karel I. Robert   |
|         | Beatrix Lucemburská                   | Lucemburkové      | 1305–1319        | 1318              | 1318–1319         | Karel I. Robert   |
|         | Alžběta Polská (Elżbieta Łokietkówna) | Piastovci         | 1305–1380        | 6. července 1320  | 1320–1342         | Karel I. Robert   |
|         | Markéta Lucemburská                   | Lucemburkové      | 1335–1349        | 1342              | 1342–1349         | Ludvík I. Veliký  |
|         | Alžběta Bosenská                      | Kotromanićové     | okolo 1340–1387  | 20. června 1353   | 1370–1382         | Ludvík I. Veliký  |
|         | Markéta z Durazza                     | Durazzové         | 1347–1412        | 24. leden 1369/70 | 1385–1386         | Karel II. Uherský |

## Manželky králů pocházejících z různých rodů
| Portrét | Jméno               | Dynastie                | Narození – úmrtí | Sňatek             | Královnou od – do | Manžel              |
| ------- | ------------------- | ----------------------- | ---------------- | ------------------ | ----------------- | ------------------- |
|         | Marie Uherská       | Anjouovci               | 1371–1395        | 15. listopadu 1385 | 1386–1385         | Zikmund Lucemburský |
|         | Barbora Cellská     | Celjští                 | 1390/95–1451     | 1408               | 1408–1437         | Zikmund Lucemburský |
|         | Alžběta Lucemburská | Lucemburkové            | 1409–1442        | 1421               | 1437–1440         | Albrecht II.        |
|         | Kateřina z Poděbrad | dcera Jiřího z Poděbrad | 1449–1464        | 1. května 1461     | 1461–1464         | Matyáš Korvín       |
|         | Beatrix Neapolská   | Trastámarové            | 1457–1508        | 22. prosince 1476  | 1476–1490         | Matyáš Korvín       |

## Manželky králů zJagellonské dynastie
| Portrét | Jméno                  | Dynastie     | Narození – úmrtí | Sňatek         | Královnou od – do | Manžel                    |
| ------- | ---------------------- | ------------ | ---------------- | -------------- | ----------------- | ------------------------- |
|         | Beatrix Neapolská      | Trastámarové | 1457–1508        | 4. října 1490  | 1490–1500         | Vladislav II.             |
|         | Anna de Foix a Candale | Graillyové   | 1484–1506        | 29. září 1502  | 1502–1506         | Vladislav II.             |
|         | Marie Habsburská       | Habsburkové  | 1505–1558        | 13. ledna 1522 | 1522–1526         | Ludvík II.                |
|         | Isabela Jagellonská    | Jagellonci   | 1519–1559        | 23. únor 1539  | 1539–1540         | Jan Zápolský (vzdorokrál) |

## Manželky králů zHabsburské dynastie
| Portrét | Jméno                                       | Dynastie              | Narození – úmrtí | Sňatek            | Královnou od – do | Manžel                        |
| ------- | ------------------------------------------- | --------------------- | ---------------- | ----------------- | ----------------- | ----------------------------- |
|         | Anna Jagellonská                            | Jagellonci            | 1503–1547        | 25. květen 1521   | 1531–1547         | Ferdinand I.                  |
|         | Marie Španělská                             | Habsburkové           | 1528–1603        | 13. září 1548     | 1563–1576         | Maxmilián I.                  |
|         | Anna Tyrolská                               | Habsburkové           | 1585–1618        | 4. prosinec 1611  | 1612–1618         | Matyáš II.                    |
|         | Eleonora Gonzagová                          | Gonzagové             | 1598–1655        | 4. únor 1622      | 1622–1637         | Ferdinand II.                 |
|         | Marie Anna Španělská                        | Španělští Habsburkové | 1606–1646        | 20. únor 1631     | 1637–1646         | Ferdinand III.                |
| Portrét | Jméno                                       | Dynastie              | Narození – úmrtí | Sňatek            | Královnou od – do | Manžel                        |
|         | Marie Leopoldina Tyrolská                   | Rakouští Habsburkové  | 1632–1649        | 2. červenec 1648  | 1648–1649         | Ferdinand III.                |
|         | Eleonora Magdalena Gonzagová                | Gonzagové             | 1630–1686        | 30. duben 1651    | 1651–1657         | Ferdinand III.                |
|         | Markéta Tereza Habsburská                   | Španělští Habsburkové | 1651–1673        | 12. prosinec 1666 | 1666–1673         | Leopold I.                    |
|         | Klaudie Felicitas Tyrolská                  | Rakouští Habsburkové  | 1653–1676        | 15. říjen 1673    | 1673–1676         | Leopold I.                    |
| Portrét | Jméno                                       | Dynastie              | Narození – úmrtí | Sňatek            | Královnou od – do | Manžel                        |
|         | Eleonora Magdalena Falcko-Neuburská         | Wittelsbachové        | 1655–1720        | 14. prosinec 1676 | 1676–1705         | Leopold I.                    |
|         | Vilemína Amálie Brunšvická                  | Welfové               | 1673–1742        | 24. únor 1699     | 1705–1711         | Josef I.                      |
|         | Alžběta Kristýna Brunšvicko-Wolfenbüttelská | Welfové               | 1691–1750        | 1. srpen 1708     | 1711–1740         | Karel III.                    |
|         | Marie Terezie                               | Habsburkové           | 1717–1780        | 12. únor 1736     | 1740–1780         | František I. Štěpán Lotrinský |
| Portrét | Jméno                                       | Dynastie              | Narození – úmrtí | Sňatek            | Královnou od – do | Manžel                        |

## Manželky králů zHabsbursko-Lotrinské dynastie
| Portrét | Jméno                           | Dynastie       | Narození – úmrtí | Sňatek         | Královnou od – do                   | Manžel             |
| ------- | ------------------------------- | -------------- | ---------------- | -------------- | ----------------------------------- | ------------------ |
|         | Marie Ludovika Španělská        | Bourboni       | 1745–1792        | 16. února 1764 | 1790–1792                           | Leopold II.        |
|         | Marie Tereza Neapolsko-Sicilská | Bourboni       | 1772–1807        | 15. srpna 1790 | 1792–1807                           | František I.       |
|         | Marie Ludovika Beatrix z Modeny | Este           | 1787–1816        | 6. ledna 1808  | 1808–1816                           | František I.       |
|         | Karolína Augusta Bavorská       | Wittelsbachové | 1792–1873        | 24. září 1816  | 1816–1835                           | František I.       |
|         | Marie Anna Savojská             | Savojští       | 1803–1884        | 1831           | 1835–1845                           | Ferdinand V.       |
|         | Erzsebet                        | Wittelsbachové | 1837–1898        | 24. dubna 1854 | 1854–1898 korunována 8. června 1867 | František Josef I. |
|         | Zita Bourbonsko-Parmská         | Bourbon-Parma  | 1892–1989        | 21. října 1912 | 1916–1918                           | Karel I.           |